# Органы местного самоуправления Перми
Пермь является муниципальным образованием. Законом Пермской области от 11.02.2005 № 2038—446 Пермь Архивная копия от 25 сентября 2019 на Wayback Machine наделена статусом городского округа с утверждением границ (в соответствии с Федеральным законом от 6 октября 2003 года № 131-ФЗ «Об общих принципах организации местного самоуправления в Российской Федерации» с последующими изменениями и дополнениями).
Система органов местного самоуправления закреплена в Уставе города Перми принятом решением Пермской городской Думы от 25.08.2015 № 150 Архивная копия от 24 сентября 2019 на Wayback Machine.

## Состав
Представительным органом городского самоуправления является Пермская городская Дума Архивировано 10 августа 2011 года., состоящая из 36 депутатов, избираемых населением города сроком на пять лет.
Высшим должностным лицом городского округа является Глава города Перми, избираемый Пермской городской Думой сроком на пять лет.
С марта 2006 по ноябрь 2016 года Глава города также осуществлял полномочия председателя Пермской городской Думы.
Исполнительно-распорядительным органом городского самоуправления является администрация города Перми Архивная копия от 24 сентября 2019 на Wayback Machine, руководство которой осуществляет Глава города Перми-глава администрации города Перми Архивная копия от 24 сентября 2019 на Wayback Machine. В СМИ для этой должности обычно используется неофициальное название «сити-менеджер». К компетенции администрации города относится решение ключевых социально-экономических задач местного значения:
- разработка проекта городского бюджета и его исполнение;
- разработка программ социально-экономического развития и их исполнение;
- управление и распоряжение муниципальной собственностью;
- контроль за землепользованием, состоянием застройки и благоустройства;
- обеспечение предоставления услуг в области образования, здравоохранения, культуры, социальной защиты населения, физической культуры и спорта, городского пассажирского транспорта общего пользования, жилищно-коммунального хозяйства и других в пределах полномочий, установленных федеральным законодательством.

Структурными подразделениями администрации города являются аппарат администрации, департаменты (имущественных отношений, экономики и инвестиций, финансов, планирования и развития территории города и др.), муниципальные управления (внешнего благоустройства, жилищно-коммунального хозяйства, здравоохранения и др.), комитеты (по образованию и науке, по транспорту, социальной защиты населения и др.), отделы (по работе с общественностью и развитию самоуправления, по межведомственной координации антинаркотической деятельности и др.), комиссия по делам несовершеннолетних, муниципальная инспекция по содержанию территории города.
Управление внутригородскими территориями осуществляют территориальные органы администрации города — администрации районов и администрация посёлка Новые Ляды. Их главы назначаются на должность и освобождаются от должности главой администрации города Перми с согласия Пермской городской Думы.
Для осуществления муниципального финансового контроля и контроля за управлением муниципальной собственностью Пермской городской Думой в 2005 году образован контрольный орган местного самоуправления — Контрольно-счётная палата города Перми Архивная копия от 25 сентября 2019 на Wayback Machine.